# Galeria Sławy czeskiego hokeja na lodzie
Galeria Sławy czeskiego hokeja na lodzie (cz. Síň slávy českého hokeje) – narodowa galeria sławy w hokeju na lodzie w Czechach.
Została założona w 2004 roku w Pradze dla uczczenia setnej rocznicy istnienia hokeja w Czechach celem upamiętnienia zasłużonych czechosłowackich i czeskich zawodników, trenerów i działaczy hokejowych.

## Lista uhonorowanych
(jeżeli osoba nie została opisana, jest hokeistą)
Przyjęci 4 listopada 2008
- Uhonorowani z lat 1908–1945: Josef Maleček, Jan Peka, Josef Šroubek, Ladislav Troják, Jiří Tožička (trener),
- Uhonorowani z lat 1946–1969: Vladimír Bouzek (trener), Augustin Bubník, Vlastimil Bubník, Mike Buckna (trener), Josef Černý. Karel Gut (zawodnik, trener), Stanislav Konopásek, Bohumil Modrý, Václav Roziňák, Miroslav Šubrt (działacz), Vladimír Zábrodský.
- Uhonorowani z lat 1970–1992: Zdeněk Andršt (działacz), Jiří Holeček, Jiří Holík, Vladimír Kostka (trener, działacz), Oldřich Machač, Vladimír Martinec, Václav Nedomanský, Milan Nový, Jaroslav Pitner (trener), František Pospíšil, Vladimír Růžička, Jan Suchý.
- Uhonorowani z lat 1993–2008: Josef Augusta (zawodnik, trener), Luděk Bukač (trener), Jiří Dopita, Dominik Hašek, Ivan Hlinka (zawodnik, trener), Jaromír Jágr, František Kaberle, Stanislav Neveselý (trener), Pavel Patera, Martin Procházka, Robert Reichel, Martin Straka, David Výborný.

Przyjęci 17 kwietnia 2009
- Rudolf Baťa (sędzia), Jaroslav Holík, Vladimír Kobranov, Jaroslav Pouzar, František Vaněk

Przyjęci 6 maja 2010
- Stanislav Bacílek, Jiří Bubla, Jaromír Citta (działacz), František Černík, Bronislav Danda, Jaroslav Drobný, Miroslav Dvořák, Vladimír Dzurilla, Bohuslav Ebermann, Richard Farda, Jozef Golonka, Josef Gruss, Josef Horešovský, Ladislav Horský (trener), Miloslav Hořava, Jiří Hrdina, Karel Hromádka, Milan Chalupa, Miloslav Charouzd, Jaroslav Jirkovský, Jaroslav Jiřík, František Kaberle senior, Milan Kajkl, Jan Kasper, Jan Klapáč, Jiří Kochta, Jiří Králík, Oldřich Kučera, Jiří Lála, Josef Laufer (działacz), Vincent Lukáč, Josef Mikoláš, Vladimír Nadrchal, Eduard Novák, Jiří Novák, František Pácalt, Jan Palouš, Václav Pantůček, Miloslav Pokorný, Rudolf Potsch, Emil Procházka (działacz), Jaroslav Pušbauer, Pavel Richter, Jaroslav Řezáč, (działacz), Ján Starší, Karel Stibor, Jiří Šejba, Bohuslav Šťastný, Marián Šťastný, Peter Šťastný, Vilibald Šťovík, František Tikal, Josef Trousílek, Otakar Vindyš, Miroslav Vlach

Przyjęci 15 grudnia 2011
- Miroslav Kluc, Vlastimil Sýkora (trener), Jan Marek, Karel Rachůnek, Josef Vašíček.

Przyjęci 7 listopada 2012
- František Kučera, Antonín Stavjaňa, František Vacovský, Pavel Wohl (trener).

Przyjęci 19 grudnia 2013
- Bohumil Prošek, Arnold Kadlec, Bedřich Ščerban, Josef Dovalil (działacz).

Przyjęci 18 grudnia 2014
- Jan Havel, František Ševčík, Ladislav Šmíd st., Luděk Brábník (trener, dziennikarz, komentator telewizyjny).

Przyjęci 17 grudnia 2015
- Jan Hrbatý, Jiří Kučera, Robert Lang, Pavel Křížek (masażysta).

Przyjęci 3 listopada 2016
- Quido Adamec (sędzia), Vladimír Bednář, Josef Paleček, Jaroslav Špaček.

Przyjęci 13 grudnia 2017
- Jaroslav Benák, Luděk Čajka, Stanislav Prýl, Otto Trefný (doktor).

Przyjęci 22 stycznia 2019
- Roman Hamrlík, Martin Ručinský, Oldřich Válek, Zdeněk Uher (trener).

Przyjęci 12 grudnia 2019
- Milan Hejduk, Jiří Šlégr, Radoslav Svoboda, Miroslav Martínek (masażysta).